# Беньяминсен, Харри
Харри Беньяминсен (фар. Harry Benjaminsen; род. 17 апреля 1957 года в Тофтире, Фарерские острова) — бывший фарерский футболист, тренер и судья. Отец известного фарерского футболиста Фроуи Беньяминсена.

## Биография
Харри начинал играть за тофтирский «Б68» ещё во время выступления этого клуба в низших фарерских дивизионах. В 1980 году он со своей командой выиграл первый дивизион и сделал первую паузу в карьере. В 1983 году в «Б68» случилась нехватка игроков, и Харри вернулся в команду. Он дебютировал в высшем фарерском дивизионе 24 апреля 1983 года в матче против столичного «ХБ». Всего он принял участие в 3 играх сезона, после чего сделал ещё одну паузу в карьере. Харри возобновил выступления в 1987 году, отыграв за «Б68» 4 встречи за полтора сезона. Летом 1988 года он принял решение закончить карьеру на высоком уровне, лишь изредка выступая за дублирующие составы в низших дивизионах.
В 1987 году Харри дебютировал в качестве главного арбитра от клуба «Б68». Его судейская карьера продолжалась до 1992 года, и за это время он успел отсудить 25 футбольных матчей. В 1997 году Харри начал тренерскую деятельность, возглавив «ЭБ/Стреймур». Он провёл 18 матчей у руля команды и был уволен ещё до окончания сезона. В августе того же года Харри был назначен главным тренером клуба «ЛИФ», который он возглавлял до конца сезона-1999. В 2001 году Харри снова стал наставником «ЛИФ», проработав там полгода. В 2003 году он возглавил резервную команду рунавуйкского «НСИ» и лично вышел на поле в 1 матче. Проработав там до конца сезона-2003, Харри принял решение оставить футбол.
В настоящее время Харри занимается строительным бизнесом, возглавляя компанию «Tofta Arbeiðsmannafelag».

## Достижения
«Б68»
- Победитель первого дивизиона (1): 1980